# Украдене щастя (опера Амброса)
«Украдене щастя» (чеськ. Ukradené štěstí) — опера на 3 дії чеського композитора Владіміра Амброса, написана 1924 року на лібрето К. Заградникової-Кепкової за мотивами однойменної драми українського письменника Івана Франка.
Це перша опера, яка була написана за твором Івана Франка, і перша опера, яку написав сам композитор Владімір Амброс.
Була поставлена народними театрами 1925 року у Брно та 1927-го — в Оломоуці.